# چلمک تپه
چلمک تپه مربوط به دوران‌های تاریخی پس از اسلام است و در استان مرکزی، شهرستان زرندیه، بخش خرقان، روستای چناقچی سفلی واقع شده و این اثر در تاریخ ۲۵ اسفند ۱۳۸۰ با شمارهٔ ثبت ۵۶۲۴ به‌عنوان یکی از آثار ملی ایران به ثبت رسیده است.